# Jimmy O. Yang
Jimmy O. Yang (cinese tradizionale: 歐陽萬成; Hong Kong, 11 giugno 1987) è un attore e comico hongkonghese con cittadinanza statunitense.

## Biografia
I genitori di Yang erano entrambi di Shanghai e in seguito si trasferirono a Hong Kong, dove nacque. Nel 2000, quando Yang aveva 13 anni, la sua famiglia emigrò negli Stati Uniti e si stabilì a Los Angeles, in California. Sua zia e sua nonna vivevano già negli Stati Uniti; i suoi genitori si unirono a loro principalmente per consentire a Yang e a suo fratello, Roy, di accedere a scuole migliori. Yang si iscrisse alla John Burroughs Middle School per l'ottavo grado poi in seguito frequentò la Beverly Hills High School.
Yang si è laureato in economia presso l'Università della California, San Diego, nel 2009. L'oratore della cerimonia di laurea è stato il suo futuro showrunner della serie Silicon Valley e collega Mike Judge. Yang ha fatto il suo primo set di stand-up a 21 anni come "Lowball Jim" all'Ha Ha Comedy Club di North Hollywood, Los Angeles. Dopo la laurea, ha fatto uno stage presso la società di consulenza finanziaria Smith Barney a Beverly Hills, in California, ma l'ha trovata insoddisfacente e ha rifiutato la sua offerta di ritorno. Invece, è tornato a San Diego per completare i suoi requisiti di laurea. In seguito è rimasto in città, dove ha venduto auto usate, ha fatto il DJ in uno strip club e ha fatto sedere i clienti in un comedy club per mantenersi mentre faceva spettacoli di stand-up gratuitamente al The Comedy Palace. Lì incontrò il suo mentore, Sean Kelly, un cabarettista che gestiva il locale e in seguito creò il reality show Storage Hunters.
Quando Yang è tornato a Los Angeles, si è iscritto a Central Casting, a causa della loro bassa barriera all'ingresso, e a vari siti web di casting. È stato spronato a prendere in considerazione l'idea di recitare quando un amico gli ha detto che c'erano soldi da guadagnare con gli assegni residui degli spot pubblicitari. Nel frattempo, ha fatto spettacoli di cabaret nel sud della California e si è iscritto a corsi di recitazione. Alla fine ha trovato una rappresentanza come attore attraverso la Vesta Talent Agency.
Yang ha fatto il suo debutto televisivo nella serie della CBS 2 Broke Girls nel 2012 e la sua prima apparizione a tarda notte al The Arsenio Hall Show nel 2014. Ha interpretato Tang-See nella stagione 9 di C'è sempre il sole a Philadelphia, ed è apparso in un episodio di Criminal Minds nel ruolo di Nathan Chow, uno studente delle superiori che ha sofferto di una crisi psicotica. È stato uno scrittore/consulente per gli Harlem Globetrotters, e ha doppiato ruoli nel videogioco Infamous: Second Son. Inizialmente è apparso in Silicon Valley in un ruolo da ospite, guadagnando 900 dollari a episodio. È apparso in tre episodi e ha speso i soldi per una Prius in modo da poter guidare per Uber per guadagnare soldi tra la prima e la seconda stagione dello show. Per la stagione 2, è stato promosso a series regular. Prima dell'annuncio, aveva ottenuto un ruolo regolare nella serie televisiva originale di Yahoo! View Sin City Saints. Ha rifiutato l'offerta perché gli avrebbe richiesto di lasciare la Silicon Valley che è durata dal 2014 al 2019.
Il primo ruolo drammatico di Yang è stato quello di Dun "Danny" Meng, un immigrato cinese che viene derubato dai fratelli Tsarnaev, nel dramma d'azione del 2016 Patriots Day. Nel 2018 ha interpretato Bernard Tai nella commedia romantica Crazy & Rich, diretta da Jon M. Chu. Il 26 settembre 2019, è stato annunciato che Yang è stato scelto per il ruolo del dottor Chan Kaifang nella serie comica di Netflix Space Force. Nel 2020 ha recitato al fianco di Ryan Hansen in due film, Like a Boss e Fantasy Island, usciti a distanza di un mese l'uno dall'altro. Nel primo film, i loro personaggi erano soci in affari; e nel secondo, erano fratellastri che erano fortemente affezionati l'uno all'altro. Lo speciale comico di Yang Good Deal è stato rilasciato su Prime Video l'8 maggio 2020. Nel 2021, ha recitato al fianco di Nina Dobrev in Love Hard di Netflix, il suo primo film romantico. Il suo secondo speciale comico, Guess How Much? è stato rilasciato su Prime Video il 2 maggio 2023. Yang ha interpretato la voce del Re Scimmia nel film d'animazione di Netflix, The Monkey King, che ha debuttato il 18 agosto 2023.

### Autore
Yang è anche l'autore di How to American: An Immigrant's Guide to Disappointing Your Parents, un libro in cui "condivide la sua storia di immigrato cinese cresciuto come immigrato cinese che ha intrapreso una carriera a Hollywood contro il volere dei suoi genitori". Mike Judge ha scritto la prefazione.
Yang ha anche continuato a fare stand-up comedy; Nel 2018 è apparso in un tour intitolato come il libro.

### Vita privata
Oltre all'inglese, Yang parla shanghainese, cantonese e cinese mandarino. Il padre di Yang, Richard Ouyang, in seguito ha firmato con la stessa agenzia di talenti ed è apparso in diversi film, tra cui il ruolo del padre del personaggio di suo figlio in Patriots Day.
Yang è diventato cittadino americano nel 2015. Ha un canale YouTube dedicato alla cucina.
A partire da giugno 2023, Yang ha una relazione con Brianne Kimmel, una venture capitalist americana.

## Filmografia

### Attore

#### Cinema
- Gli stagisti (The Internship), regia di Shawn Levy (2013) – non accreditato
- Boston - Caccia all'uomo (Patriot Days), regia di Peter Berg (2016)
- El Camino Christmas, regia di David E. Talbert (2017)
- Juliet, Naked, regia di Jesse Peretz (2018) – non accreditato
- Life of the Party - Una mamma al college (Life of the Party), regia di Ben Falcone (2018)
- Crazy & Rich (Crazy Rich Asians), regia di Jon M. Chu
- Pupazzi senza gloria (The Happytime Murders), regia di Brian Henson (2018)
- Amiche in affari (Like a Boss), regia di Miguel Arteta (2020)
- Fantasy Island, regia di Jeff Wadlow (2020)
- Love Hard, regia di Hernán Jiménez García (2021)
- Easter Sunday, regia di Jay Chandrasekhar (2022)
- Me Time - Un weekend tutto per me (Me Time), regia di John Hamburg (2022)
- 80 voglia di Brady (80 for Brady), regia di Kyle Marvin (2023)

#### Televisione
- 2 Broke Girls – serie TV, 1 episodio (2012)
- Agents of S.H.I.E.L.D. – serie TV, 1 episodio (2013)
- C'è sempre il sole a Philadelphia (It's Always Sunny in Philadelphia) – serie TV, 1 episodio (2013)
- Things You Shouldn't Say Past Midnight – serie TV, (2014)
- New Girl – serie TV, 1 episodio (2014)
- Criminal Minds – serie TV, episodio 10x02 (2014)
- Silicon Valley – serie TV, 48 episodi (2014-2019)
- Battle Creek – serie TV, 1 episodio (2015)
- Those Who Can't – serie TV, 1 episodio (2016)
- Broken – serie TV, 1 episodio (2016)
- Another Period – serie TV, 1 episodio (2018)
- Drunk History – serie TV, 2 episodi (2018)
- Fresh Off the Boat – serie TV, 3 episodi (2018)
- Space Force – serie TV (2020-2022)
- American Born Chinese – serie TV (2023)

### Doppiatore
- American Dad! – serie TV, 1 episodio (2016)
- I Simpson (The Simpsons) – serie TV, 1 episodio (2018)
- The LEGO Movie 2 - Una nuova avventura (The Lego Movie 2: The Second Part), regia di Mike Mitchell (2019)
- Siamo solo orsi - Il film, regia di Daniel Chong (2020)
- Beavis & Butt-Head alla conquista dell'universo (Beavis and Butt-Head Do the Universe), regia di John Rice e Albert Calleros (2022)
- Beavis and Butt-head – serie TV, (2022)
- The Monkey King, regia di Anthony Stacchi (2023)

### Videogiochi
- Infamous: Second Son (2014)

## Libri
- (EN) How to American. An Immigrant's Guide to Disappointing Your Parents, New York, Hachette Books, 2018, ISBN 9780306903502.

## Doppiatori italiani
Nelle versioni in italiano delle opere in cui ha recitato, Jimmy O. Yang è stato doppiato da:
- Alex Polidori in Silicon Valley, Boston - Caccia all'uomo, Space Force
- Gabriele Lopez in Crazy & Rich, Me Time - Un weekend tutto per me
- Alessio Puccio in Fantasy Island
- Davide Perino in Love Hard